# میلر اندرسون
میلر اندرسون (انگلیسی: Miller Anderson; ۲۷ دسامبر ۱۹۲۲ – ۲۹ اکتبر ۱۹۶۵) شیرجه‌رو اهل ایالات متحده آمریکا بود.
وی در مسابقات کشوری و بین‌المللی در مجموع برندهٔ ۳ مدال نقره، ۱ مدال برنز شده‌است.